# Prosper Vanden Kerchove
Prosper François Vanden Kerchove (Gent, 23 oktober 1837 - Brussel, 15 november 1925) was een Belgisch senator.

## Levensloop
Hij was een zoon van de constructeur van stoommachines Emmanuel Vanden Kerchove en van Marie-Pétronille Bruynseraede. Hij trouwde met Joséphine Mignon.
Na studies in de rechten en het notariaat (1855-1859) aan de ULB, volgde hij zijn vader op als machineconstructeur.
In 1880 werd hij verkozen tot liberaal senator voor het arrondissement Gent en vervulde dit mandaat tot in 1884. Hij was van april tot juni 1892 opnieuw senator.
Hij was ook:
- bestuurder van de verzekeringsmaatschappij Les Industriels Réunis,
- bestuurder van de Banque de Flandre,
- voorzitter van de Compagnie Internationale d'Electricité,
- bestuurder van de Compagnie Centrale d'Electricité de Moscou,
- voorzitter van de Constructions Electriques de Belgique.

Hij was ook bestuurder van de Vereniging voor het Toezicht op Stoomketels.